# Главоч тркач
Главоч тркач (лат. Babka gymnotrachelus) је слатководна, бентопелагијска риба из породице Gobiidae.

## Опис
Максимална дужина 16,2 центиметара. Животни век до 5 година. Поседује 7-8 коштаних зрака и 14-18 меких зрака на дорзалном перају. Један коштани и 12-16 меких зрака на аналном перају. Од сродних врста се разликује по неправилно позиционираним дијагоналним бодљама на телу; први рачвасти зрак на другом дорзалном перају је исте дужине као и последнњи; без крљушти у региону између лобање и првог дорзалног пераја; Kрљушти у средње латералној серији 54-62 + 2-3; постериорни део првог дорзалног пераја без црне тачке.

## Распрострањење и станиште
Живи у слатким, а негде и бракичним водама Бугарске, Молдавије, Румуније, Русије, Србије, Црне Горе, Турске и Украјине. Уочен је у реци Висла у Пољска. Насељава басене Мраморног мора, Црног мора и Kаспијског језера. Интродукована у Дунав.

## Биологија
Налази се у заслањеним водама мањег салинитета (>2ппт) и слатким водама; лагунама и језерима; већим рекама и брзим потоцима. Преферира песковито дно или муљ. Већином се налази на стаништима са пуно вегетације, велике комплексности. Може се пронаћи у мутним водама и стајаћим каналима. Полну зрелост стиче са 2 године. Сезона мреста је од априла до јуна, понекад до средина августа. Женке се мресте више пута у сезони али се мрести само у једној сезони. Мужјаци чувају јаја до излегања. Адхезивна јаја се полажу на камење, шкољке и акватичне биљке. Храни се раковима, акватичним инсектима (чешће ларвама), полихетама, мањом рибом и мекушцима.